# Julián V. Pera
Julián V. Pera  (Santa Fe, Argentina, 28 de enero de 1876 - Buenos Aires, Argentina, 26 de julio de 1935 ) fue un Ministro de la Corte Suprema de Justicia de Argentina. 

## Biografía
Estudió abogacía en la Facultad de Derecho y Ciencias Sociales de la Universidad de Buenos Aires y se graduó en 1896 con un trabajo sobre el sistema federal.
Fue profesor de derecho internacional e historia del derecho en la Universidad Provincial de Santa Fe, que más adelante fue el núcleo inicial de la Universidad Nacional del Litoral. Fue elegido como integrante de las convenciones constituyentes reunidas en 1899 y en 1908 para reformar la constitución provincial; integró la comisión revisora de los códigos de procedimientos, fue diputado provincial, ministro de Hacienda del gobernador Rodolfo Freyre (1902-1906), diputado nacional (1906-1910) y fue propuesto como candidato a gobernador de su provincia en 1912, pero no aceptó.
En 1910 ingresó a la administración de justicia como juez nacional en lo civil en la Capital Federal y seis años después como camarista en el mismo fuero.
Un decreto del presidente de facto José Félix Uriburu del 3 de octubre de 1930 lo nombró en comisión –porque el Senado había sido disuelto- como juez de la Corte Suprema de Justicia de la Nación para cubrir el puesto dejado por Antonio Bermejo. El nombramiento expiraba el 30 de septiembre de 1931 -fecha del cierre de sesiones ordinarias del Congreso del año siguiente- y fue renovado por nuevo decreto del 1 de octubre. El nuevo presidente electo Agustín Pedro Justo lo confirmó en el cargo con acuerdo del Senado y decreto del 9 de junio de 1932, por lo cual llegó a jurar 3 veces. 
Falleció mientras estaba en ejercicio del cargo en Buenos Aires el 26 de julio de 1935. Estaba casado con María Elena Tomkinson.